# René Arcos
René Arcos (Clichy-la-Garenne, 1881 – Neuilly-sur-Seine, 1959) è stato un poeta e scrittore francese.
Incontrò Georges Duhamel nel 1906 col quale partecipò all'esperienza de «l'Abbaye de Créteil». L'abbazia, villa in riva alla Marna aperta agli artisti, terminò la sua attività nel 1908. si stabilì a Parigi e tenne delle conferenze sulla poesia attraverso tutta l'Europa.
Riformato, fu corrispondente di guerra per il Chicago Daily News durante la Grande Guerra. Fondò nel 1918 le Éditions du sablier a Ginevra, poi partecipò con Romain Rolland alla fondazione della rivista Europe di cui fu redattore capo fino 1940.